# Самсонов, Гавриил Петрович
Гавриил Петрович Самсонов (1814—1896) — русский военный и общественный деятель. Генерал от инфантерии (1883).

## Биография
Происходил из рода Самсоновых. Родился в 1814 году в семье генерал-поручика Петра Александровича Самсонова (1773—1859), который был женат на Анне Александровне Исленьевой (1775—5.11.1866).
Воспитывался в Московском благородном пансионе. В службу вступил в 1832 году. В 1834 году после окончания Школы гвардейских подпрапорщиков и кавалерийских юнкеров, произведён в прапорщики, в 1835 году в подпоручики. С 1837 года участник Кавказской войны. В 1838 году произведён в поручики, в 1843 году в штабс-капитаны гвардии, в 1846 году в капитаны. С 1848 года участник Венгерского похода. В 1849 году произведён в полковники.
Участник Крымской войны. С 1855 года командир Преображенского лейб-гвардии резервного полка. В 1856 году произведён в генерал-майоры. С 1857 года состоял при Отдельном гвардейском корпусе. С 1862 года помощник начальника 22-й пехотной дивизии и с 1864 года 23-й пехотной дивизии.
В 1865 году произведён в генерал-лейтенанты с назначением начальником 25-й пехотной дивизии. С 1877 года командир  2-го армейского корпуса. С 1878 года числился по Запасным войскам.
С 1881 года Санкт-Петербургский комендант. В 1883 году произведён в генералы от инфантерии с назначением  членом Александровского комитета о раненых.
Был директором Михайловской военной богадельни в Измайлове. Опубликовал «Из частных записок старослуживого» (Москва : тип. М. Г. Волчанинова, 1895. — [2], 32 с.).
Умер 15 (27) сентября 1896 года в Санкт-Петербурге.
Был женат на Александре Алексеевне Демидовой (1826 — 17.07.1916)

## Награды
Имел высшие российские ордена до ордена Св. Владимира 1-й степени:
- Орден Святой Анны 3-й степени с бантом  (1838)
- Орден Святого Владимира 4-й степени (1853)
- Орден Святой Анны 2-й степени (1856)
- Орден Святого Владимира 3-й степени (1858)
- Орден Святого Станислава 1-й степени (1863)
- Орден Святой Анны 1-й степени с мечами над орденом (1867; Императорская корона — 1868)
- Орден Святого Владимира 2-й степени  (1870)
- Орден Белого орла (1873)
- Орден Святого Александра Невского (1887; Бриллиантовые знаки — 1892)
- Знак отличия беспорочной службы за L лет (1895)
- Орден Святого Владимира 1-й степени  (1896)

- сербский Орден Таковского креста 1-й степени (1881, княжество Сербия)

## Семья
Братья
- Александр — генерал-лейтенант
- Евгений — генерал-майор